# 이윤석 (독립운동가)

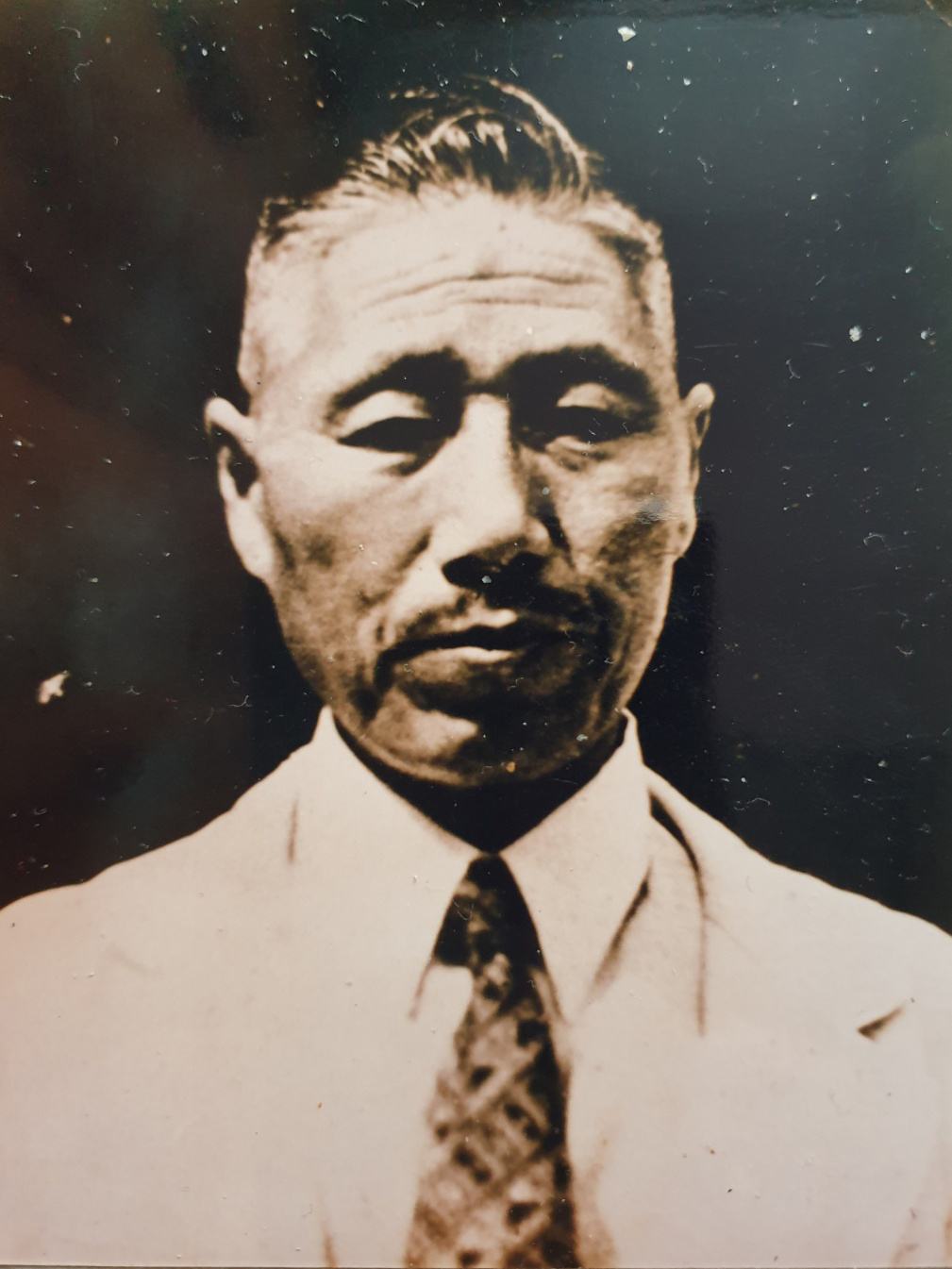
Yoonseouk lee

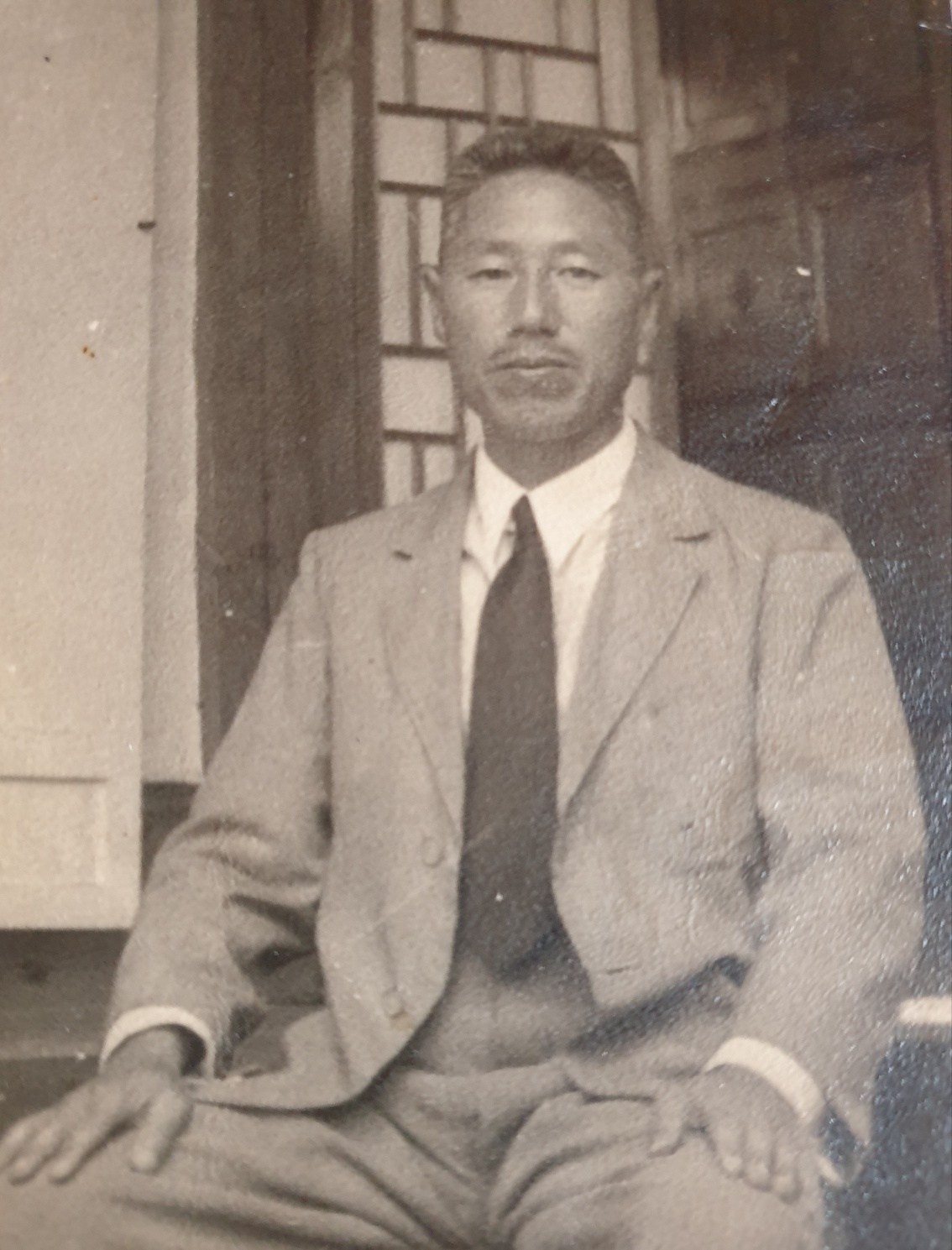

이윤석은 한국의 독립운동가이자 목사이다. 1919년 가평 지역의 독립만세운동을 주도하였고, 남궁억과 독립운동을 전개하다 '무궁화와 한국역사 사건'으로 일제에 체포되어 옥고를 치렀다.
본관은 양성(陽城), 호는 자운(紫雲)이며, 경기도 가평군 북면 목동리에서 교육가이자 독립운동가인 이규봉(李圭鳳)의 아들로 태어났다. 어려서 조부와 부친에게 한학을 배웠고, 가평의 가릉보성학교(嘉陵普成學校)를 졸업한 뒤 양주의 양잠강습소를 수료하고 그곳의 교사로 있다가 1913년 양평육영의숙(楊坪育英義塾)의 교사가 되었다.
1919년 3·1운동이 전국으로 확산되자 3월 14일 정흥교(鄭興敎)·장기영(張基榮) 등과 만세시위를 거행할 것을 결의하였다. 이윤석은 이튿날 오전 9시에 가평 일대에서 독립만세운동을 전개할 것이니 참여하라는 격문을 2통 작성하고, 정흥교가 1통을 작성하였다. 이윤석은 이곡리·목동리·화악리·소법리 일대의 연락을 담당하고, 이만석(李萬錫)과 정재명(鄭在明)에게 각각 격문 1통씩을 건네주어 북면 일대의 주민들에게 알리도록 하였다. 3월 15일 수백 명의 시위군중을 선도하여 독립만세를 외치며 행진하다가 긴급 출동한 일본 헌병에 의하여 정흥교 등 10명과 함께 강제 연행되었다. 같은 해 9월 25일 고등법원에서 보안법 위반과 소요 혐의로 징역 2년 형을 언도받고 서대문형무소에서 옥고를 치렀다.
석방된 뒤 기독교에 입문하여 1922년 기독교 대한감리회 협성신학교에 입학하였고, 1926년 졸업한 뒤 강원도 홍천군 서면 모곡리의 모곡교회 목사로 부임하였다. 1934년 모곡리에서 남궁억(南宮億)과 독립운동을 전개하다 '무궁화사건'과 '한국역사사건'으로 체포되어 다시 1년 동안 옥고를 치렀다.
광복 후에는 건국준비위원회 강원도위원회 총무를 지냈고, 1948년 한의사 국가고시에 합격하여 한의원을 열기도 하였다. 6·25전쟁 후에는 가평교회 목사로 재직하면서 가이사중학교(가평중고등학교의 전신)를 인수하여 운영위원장이 되었다. 1977년 독립운동에 기여한 공훈을 인정받아 대통령표창이 추서되었다.

대한민국 독립유공 건국훈장 애족장 추서 = 1990